# Heribert Heckschen
Heribert Heckschen (* 1959 in Düsseldorf) ist ein deutscher Notar, Honorarprofessor an der Technischen Universität Dresden und Honorarkonsul des Großherzogtums Luxemburg.

## Leben
Heckschen ist das zweite von drei Kindern des Rechtsanwaltes Guido Heckschen und seiner Frau Ingeborg Heckschen. 1978 legte er am Görres-Gymnasium (Düsseldorf) sein Abitur ab. Heckschen studierte an der Albert-Ludwigs-Universität Freiburg im Breisgau Rechtswissenschaften. Während der Referendarzeit in Düsseldorf und Karlsruhe legte er seine Promotion bei Harm Peter Westermann ab. Nach dem Zweiten Staatsexamen erhielt er die Anwaltszulassung und arbeitete wie schon während der Referendarzeit bei dem Rechtsanwalt am Bundesgerichtshof, Georg Rößler, und anschließend bei Eilert Osterloh als freiberuflich beschäftigter Rechtsanwalt. 1986 schloss er an ein Kurzstudium in den USA den Beginn der Notarassessorenzeit im rheinischen Notariat an (u. a. bei Notar Wolfgang van Randenborgh, Düsseldorf). 1990 wurde er in Dresden zum Notar in Sozietät mit Oswald van de Loo bestellt. Heckschen ist verheiratet, hat vier Kinder und ist katholisch.

## Forschung und Projekte
Seit 1988 hat sich Heckschen in Veröffentlichungen vor allem mit Fragen des Kapitalgesellschaftsrechtes, des Erb- und des Insolvenzrechts beschäftigt. Schwerpunkte lagen bei Fragen des Konzern- und Umwandlungsrechtes sowie des Aktienrechts und des GmbH-Rechts und vermehrt im Bereich der Unternehmensnachfolge.

## Publikationen und Veröffentlichungen
Heckschen hat nach seiner Promotion zur Frage der „Formbedürftigkeit mittelbarer Grundstücksgeschäfte“ die Monographie zur „Verschmelzung von Kapitalgesellschaften“ sowie die beim Verlag C.H. Beck erschienene Monographie „Das MoMiG in der notariellen Praxis“ verfasst. Im Jahr 2006 veröffentlichte er beim Verlag C.H. Beck die mit Adolf Reul und Rüdiger Wienberg verfasste Gemeinschaftsarbeit „Insolvenzrecht in der notariellen Kautelarpraxis“, die 2018 in deutlich erweitertem Umfang unter dem Titel „Das Insolvenzrecht in der Gestaltungspraxis“ neu erschienen ist. Er ist Mitherausgeber und Mitautor des „Beck´schen Notarhandbuch“ und bearbeitet dort u. a. die Kapitel zum Aktienrecht, zum Recht des Unternehmenskaufs, zum Konzern- und Umwandlungsrecht sowie zu Teilbereichen des Grundstücksrechtes. Darüber hinaus ist er Mitautor und Mitherausgeber des Buches „Umwandlungsrecht, Gestaltungsschwerpunkte in der Praxis“ sowie des ebenfalls zum Verlagsprogramm des Carl Heymanns Verlages gehörenden Werks „Die GmbH in der Gestaltungs- und Beratungspraxis“, welches er zusammen mit Andreas Heidinger herausgibt. Weitergehend ist er Herausgeber des Memento-Rechtshandbuchs spezial zur „Private Limited Company“. Heckschen ist Mitkommentator des Standardwerkes „Widmann/Mayer, Umwandlungsrecht“ sowie der „Kölner Schrift zur neuen Insolvenzordnung“. Zudem ist er Mitautor des beim Verlag C. H. Beck erschienenen Kommentars „Burandt/Rojahn, Erbrecht“. Im Handbuch der Personengesellschaften (Herausgeber H.-P. Westermann) ist er Autor des Abschnittes „Umwandlung von Personengesellschaften“ sowie sämtlicher kommentierter Vertragsmuster und des Kapitels zur Wahl der richtigen Unternehmensform. In dem Werk „Mediation in der notariellen Praxis“ beschäftigt sich Heckschen mit der Thematik „Mediation und Gesellschaftsrecht“. Im Rahmen des von Heribert Hirte herausgegebenen Werkes zum „Transparenz- und Publizitätsgesetz“ befasst sich Heckschen mit den Auswirkungen des Transparenz- und Publizitätsgesetzes auf die Satzungsgestaltung und die notarielle Praxis. In dem Formularkommentar „Handelsregisterrecht“ kommentiert er die Kapitel zur Europäischen Gesellschaft und zum Umwandlungsrecht. Heckschen ist weiterhin Mitautor des von Süß/Wachter herausgegebenen „Handbuch des internationalen GmbH-Rechts“. An dem beim ZAP Verlag erschienenen Werk „Praxis des Handels- und Gesellschaftsrechts“ wirkt er ebenfalls als Autor mit.

## Referenten- und Lehrtätigkeit
Seit 1988 ist Heckschen in Vortragsveranstaltungen als Referent zu Fragen des Kapital- und Personengesellschaftsrechts, Umwandlungsrechts und Konzernrechts, des Unternehmenskaufs und der Unternehmensnachfolge, des Insolvenz- und Internationalen Privatrechts sowie zu Problemen aus dem Bereich des gewerblichen Grundstücksrechts und des Erbrechts sowie der Vorsorgevollmacht aufgetreten. Er leitet seit 2002 die Gesellschaftsrechtliche Jahresarbeitstagung für den Verein Deutsches Anwaltsinstitut e.V. und seit mehreren Jahren die Tagungen zum Umwandlungsrecht und zum Unternehmenskauf. Er bildet im Auftrag verschiedener Veranstalter Rechtsanwälte zum Fachanwalt für Handels- und Gesellschaftsrecht aus und betreut Fortbildungsveranstaltungen für Fachanwälte für Insolvenzrecht. Heckschen hat seit 2007 einen Lehrauftrag an der Technischen Universität Dresden und ist seit 2011 als Honorarprofessor an der TU Dresden bestellt. Für die Dresden International University (DIU) ist er seit Jahren als Referent und Tagungsleiter im Bereich des Gesellschaftsrechts tätig. Weitere Vortragstätigkeit leistet er für das Auditorium Celle, die ARBER Seminare GmbH, die RWS Verlag Kommunikationsforum GmbH, den Verlag Dr. Otto Schmidt KG, den Verlag C. H. Beck oHG und die Juristischen Fachseminare. In den Jahren 2015 bis 2019 referierte er im Rahmen des „Deutschen Steuerberatertages“ sowie des „Europäischen Steuerberatertages“ zu Fragen der Unternehmensnachfolge.

## Engagements
Heckschen ist Mitglied des Ausschusses für Handels- und Gesellschaftsrecht bei der Bundesnotarkammer, sog. Patennotar des Deutschen Notarinstituts für den Bereich des Handels- und Gesellschaftsrechts, Mitglied des Wissenschaftlichen Beirats, Sektion Gesellschaftsrecht, beim Deutschen Notarinstitut, Mitglied im Herausgeberbeirat der "Zeitschrift für die notarielle Beratungs- und Beurkundungspraxis" und ist dort verantwortlich für das Handels- und Gesellschaftsrecht. Er ist Mitglied und Partner des Instituts für Erbrecht e.V. Seit 1993 ist er im Verwaltungsbeirat der Ländernotarkasse, 1994 wurde er vom Justizminister des Freistaates Sachsen zum Prüfer im Zweiten Juristischen Staatsexamen ernannt.
2011 nahm Heckschen als Sachverständiger am erweiterten Berichterstattergespräch des Rechtsausschusses des Deutschen Bundestages anlässlich des Regierungsentwurfes eines Dritten Gesetzes zur Änderung des Umwandlungsgesetzes teil.
Heckschen leitet als Schiedsrichter Schiedsgerichtsverfahren beim Schlichtungs- und Schiedsgerichtshof Deutscher Notare (SGH).

## Ehrenamtliche Tätigkeit
Heribert Heckschen ist Honorarkonsul des Großherzogtums Luxemburg, Mitglied des Vorstands des Trägervereins der Dresden International School (DIS), dessen Vorsitzender er bis zum 31. Januar 2019 war, Vorstandsmitglied des Vereins für Moderne Kunst e.V. in Dresden, Chairman des American Chamber of Commerce, Chapter Saxony, sowie Mitglied im Kuratorium des Dresdner Kreuzchores, des Kuratoriums der Stiftung zur Förderung der Semperoper Dresden, der Stiftung Kunst & Musik für Dresden und des Kuratoriums am Max-Planck-Institut für molekulare Zellbiologie und Genetik in Dresden. Er ist u. a. Mitglied des Lions Clubs Dresden Semper, dessen Präsident er 1998/1999 war, des Old Table (OT) Dresden (Präsident 2011/2012) sowie Altherrenvorsitzender der CV-Verbindung Ripuaria in Freiburg i. Brsg. (AHX) und Mitglied der Chursachsen in Dresden. Als Mitglied fördert er u. a. den Förderverein Dresdner Philharmonie, die Dresdner Sinfoniker, das Institut für Kommunikationswissenschaften, das Forum Tiberius (Internationales Forum für Kultur & Wirtschaft), den Industrieclub Sachsen, den International Friends Dresden e.V. sowie seit Juni 2015 den Verein Dresden – Place to be! e. V.